# Tetracanna octonema
Tetracanna octonema is een hydroïdpoliep uit de familie Malagazziidae. De poliep komt uit het geslacht Tetracanna. Tetracanna octonema werd in 1979 voor het eerst wetenschappelijk beschreven door Goy. 